# Cooperative Operaie di Trieste Istria e Friuli
Le Cooperative Operaie di Trieste Istria e Friuli (o, più brevemente, Cooperative Operaie) sono state una cooperativa di consumatori, ed aderivano all'ANCC della Lega Nazionale delle Cooperative e Mutue e alla Confcooperative.
Il 31 dicembre 2015, dopo 112 anni di attività, le Cooperative Operaie di Trieste Istria e Friuli, insieme a CoopCa, hanno chiuso definitivamente le attività per fallimento.

## Storia
All'inizio del XX secolo la maestra Giuseppina Martinuzzi (1844-1925) di Albona propose il 12 agosto 1900 di costituire a Pola una cooperativa basata sui principi del socialismo umanitario. Nacquero così nel 1901 i primi negozi delle cooperative di Albona e Pola. Visto il grande successo della cooperativa di Pola, con un utile netto di 14.000 corone austro-ungariche nel primo anno di apertura, il 26 ottobre del 1903 vennero costituite le Cooperative Operaie di Trieste, fissando la quota associativa a 10 corone austro-ungariche e destinando per statuto il 50% degli utili ai soci per mezzo di buoni per acquisti da spendere nei negozi della cooperativa medesima. Il primo spaccio alimentare di Trieste venne inaugurato il 3 dicembre 1903 in via dell'Istria (angolo di via dei Montecchi), nel quartiere popolare di San Giacomo. Dopo un avvio ostacolato dai negozianti triestini, nel 1906 la Cassa Distrettuale Ammalati divenne socia delle Cooperative Operaie e iniziò a rilasciare ai propri 40.000 iscritti una serie di buoni per ritirare gratuitamente generi alimentari presso i negozi convenzionati: tale iniziativa consentì alle Cooperative operai una forte crescita, tanto che il 17 novembre del 1909 venne mutata la ragione sociale in Cooperative Operaie di Trieste, Istria e Friuli.
Alla fine della prima guerra mondiale, il 3 novembre 1918, le Cooperative Operaie ottengono di mantenere in vigore la legge austriaca sulle cooperative "finché verrà fatta una corrispondente legge italiana".
Nel periodo tra il 1947 e il 1954 a Trieste sono presenti tutte le rivendite delle CoOp TFI (107 in tutto di cui 14 macellerie). L'approvvigionamento delle CoOp TFI avviene principalmente da produttori istriani: l'assegnazione di Trieste all'Italia e dell'Istria alla Jugoslavia fa venire a mancare questa possibilità e diminuire di circa il 50% il bacino d'utenza: le CoOp TFI devono rinunciare alla produzione diretta dei beni.
Nel 1957 aprono il primo negozio self-service d'Italia, le "Supercoop" che nel 1972 saranno ben 22; viene introdotta la gestione informatizzata dei magazzini con sistema IBM.
Dal 1977 al 1979, anni in cui l'inflazione era a due cifre, le Cooperative Operaie bloccano i prezzi di oltre 300 prodotti alimentari ed inaugurano i primi "discount" italiani.

### La richiesta di fallimento
Dopo aver chiuso il bilancio 2013 con 8 milioni di euro passivo, le Cooperative operaie ipotizzano di entrare nell'associazione delle cooperative del distretto adriatico della Lega delle Cooperative, al fine di ridurre i costi di approvvigionamento delle merci ed avviare una collaborazione con Coop Nordest, la quale era già presente in Friuli-Venezia Giulia con propri negozi.  Poco dopo il direttore generale Pier Paolo Della Valle, contrario alla fusione con Coop Nordest, viene licenziato, mentre si diffondono le voci di molti esuberi tra i dipendenti della cooperativa. Tale situazione spinge migliaia di soci prestatori a richiedere il rimborso dei propri soldi depositati nei libretti di prestito sociale, causando una enorme crisi di liquidità già nel mese di ottobre, rendendo impossibile i pagamenti.
Il 17 ottobre 2014 la Procura di Trieste indaga su una presunta irregolarità costituita da cessioni di immobili a società controllate dalle stesse Cooperative operaie. 
Il 20 marzo 2015 il Tribunale di Trieste ha ammesso ufficialmente Cooperative Operaie alla procedura di concordato preventivo. Le Cooperative Operaie di Trieste Istria e Friuli sono state liquidate per avere attivi in misura superiore alle passività.
Il 19 gennaio 2021 il Tribunale di Trieste ha assolto tutti gli imputati perché il fatto non sussiste, certificando che le Cooperative Operaie sono state liquidate (non fallite) per una mera mancanza di liquidità.

## I soci
Al 31 dicembre 2009 le Cooperative Operaie di Trieste Istria e Friuli contano 110.358 soci.
I soci prestatori, ovvero titolari di libretto di prestito sociale erano 17.662.